# Поштаренко Марія Феодосіївна
Марія Феодосіївна Поштаренко (1924 — ?) — українська радянська діячка, вчителька, завідувач навчальної частини та директор Озірнянської восьмирічної школи Звенигородського району Черкаської області. Депутат Верховної Ради УРСР 6-го скликання.

## Біографія
Освіта вища педагогічна. Член КПРС.
На 1963 рік — вчителька, завідувач навчальної частини Озірнянської восьмирічної школи Звенигородського району Черкаської області.
На 1967 рік — директор Озірнянської восьмирічної школи Звенигородського району Черкаської області.

## Нагороди
- ордени
- медалі